# Amiskwia sagittiformis
Amiskwia sagittiformis és un animal petit i probablement gelatinós, de filiació desconeguda, conegut a partir de fòssils del Cambrià mitjà trobats a la formació dels esquists de Burgess a la Colúmbia Britànica. No és un animal molt comú en la formació de Burgess. Això, juntament amb les aletes i la cua, suggereix que es tractava d'un animal nedador que va quedar atrapat per accident en els espessos corrents sedimentaris que van formar els dipòsits de Burgess. És l'única espècie descrita del gènere.

## Característiques
L'estat de conservació dels cinc espècimens coneguts deixa molt a desitjar. La llargària del fòssil és de fins a 2,5 centímetres. El cap conté dos tentacles curts, i el tòrax, no segmentat, té dues petites aletes i una cua aplanada. L'aparell digestiu va des del cap fins gairebé la cua.

## Classificació
Amiskwia fou classificat per primera vegada pel paleontòleg Charles Walcott. A Walcott li va semblar veure tres espines bucals en els fòssils i, per tant, els va classificar com a quetògnats. Tanmateix, com que Amiskwia sembla que no té les típiques espines i dents d'altres fòssils similars de Burgess Shale, científics més recents van suggerir que més probablement devien pertànyer als nemertins. Conway Morris, que va dur a terme una revisió de la fauna de Burgess Shale als anys 70, descrigué aquest animal com a l'única espècie coneguda d'un embrancament altrament desconegut, puix que té dos tentacles a prop de la boca, en lloc del típic tentacle únic dels autèntics nemertins.